# Adam Larsson
Nils Erik Adam Larsson (* 12. listopadu 1992, Skellefteå) je švédský hokejový obránce hrající v týmu Seattle Kraken v severoamerické lize NHL.

## Úspěchy

### Individuální úspěchy
- Lill-Strimmas Stipendium – 2008/09
- All-Star Team na MS 18' – 2010
- Nejlepší obránce MS 18' – 2010

### Kolektivní úspěchy
- Stříbrná medaile z J18 Allsvenskan – 2008/09
- 2. místo v TV-Pucken – 2008/09
- Stříbrná medaile z MS 18' – 2010
- Bronzová medaile z MSJ – 2010
- Stříbrná medaile z Elitserien – 2010/11

## Prvenství
- Debut v NHL – 8. října 2011 (New Jersey Devils proti Philadelphia Flyers)
- První asistence v NHL – 2. listopadu 2011 (New Jersey Devils proti Toronto Maple Leafs)
- První gól v NHL – 11. listopadu 2011 (New Jersey Devils proti Washington Capitals, českému brankáři Tomáši Vokounovi)

## Klubová statistika
| Sezóna       | Klub              | Soutěž       |     | Základní část | Základní část | Základní část | Základní část | Základní část |   | Play off | Play off | Play off | Play off | Play off |
| Sezóna       | Klub              | Soutěž       | Z   | G             | A             | B             | TM            | Z             | G | A        | B        | TM       |          |          |
| 2007/2008    | Skellefteå AIK    | J20          | 3   | 0             | 5             | 5             | 6             | —             | — | —        | —        | —        |          |          |
| 2008/2009    | Skellefteå AIK    | J20          | 26  | 2             | 7             | 9             | 28            | 5             | 0 | 4        | 4        | 2        |          |          |
| 2008/2009    | Skellefteå AIK    | SEL          | 1   | 0             | 0             | 0             | 0             | —             | — | —        | —        | —        |          |          |
| 2009/2010    | Skellefteå AIK    | SEL          | 49  | 4             | 13            | 17            | 18            | 11            | 0 | 1        | 1        | 31       |          |          |
| 2010/2011    | Skellefteå AIK    | SEL          | 37  | 1             | 8             | 9             | 41            | 17            | 0 | 4        | 4        | 12       |          |          |
| 2011/2012    | New Jersey Devils | NHL          | 65  | 2             | 16            | 18            | 20            | 5             | 1 | 0        | 1        | 4        |          |          |
| 2012/2013    | Albany Devils     | AHL          | 33  | 4             | 15            | 19            | 24            | —             | — | —        | —        | —        |          |          |
| 2012/2013    | New Jersey Devils | NHL          | 37  | 0             | 6             | 6             | 12            | —             | — | —        | —        | —        |          |          |
| 2013/2014    | Albany Devils     | AHL          | 33  | 3             | 16            | 19            | 16            | 4             | 0 | 0        | 0        | 2        |          |          |
| 2014/2015    | Albany Devils     | AHL          | 1   | 0             | 2             | 2             | 0             | —             | — | —        | —        | —        |          |          |
| 2014/2015    | New Jersey Devils | NHL          | 64  | 3             | 21            | 24            | 34            | —             | — | —        | —        | —        |          |          |
| 2015/2016    | New Jersey Devils | NHL          | 82  | 3             | 15            | 18            | 77            | —             | — | —        | —        | —        |          |          |
| 2016/2017    | Edmonton Oilers   | NHL          | 79  | 4             | 15            | 19            | 55            | 13            | 2 | 4        | 6        | 4        |          |          |
| 2017/2018    | Edmonton Oilers   | NHL          | 63  | 4             | 9             | 13            | 34            | —             | — | —        | —        | —        |          |          |
| 2018/2019    | Edmonton Oilers   | NHL          | 82  | 3             | 17            | 20            | 44            | —             | — | —        | —        | —        |          |          |
| 2019/2020    | Edmonton Oilers   | NHL          | 49  | 1             | 5             | 6             | 35            | 2             | 0 | 0        | 0        | 0        |          |          |
| 2020/2021    | Edmonton Oilers   | NHL          | 56  | 4             | 6             | 10            | 24            | 4             | 0 | 2        | 2        | 2        |          |          |
| 2021/2022    | Seattle Kraken    | NHL          | 82  | 8             | 17            | 25            | 55            | —             | — | —        | —        | —        |          |          |
| 2022/2023    | Seattle Kraken    | NHL          | 82  | 8             | 25            | 33            | 47            | 14            | 2 | 2        | 4        | 8        |          |          |
| 2023/2024    | Seattle Kraken    | NHL          | 81  | 4             | 14            | 18            | 55            | —             | — | —        | —        | —        |          |          |
| Celkem v SEL | Celkem v SEL      | Celkem v SEL | 87  | 5             | 21            | 26            | 59            | 28            | 0 | 5        | 5        | 43       |          |          |
| Celkem v NHL | Celkem v NHL      | Celkem v NHL | 848 | 45            | 168           | 213           | 504           | 38            | 5 | 8        | 13       | 18       |          |          |

## Reprezentace
| Rok                       | Tým                       | Soutěž                    | Z  | G | A | B  | TM |
| ------------------------- | ------------------------- | ------------------------- | -- | - | - | -- | -- |
| 2009                      | Švédsko 18'               | MS 18'                    | 6  | 0 | 2 | 2  | 4  |
| 2010                      | Švédsko 20'               | MSJ                       | 6  | 1 | 3 | 4  | 0  |
| 2010                      | Švédsko 18'               | MS 18'                    | 5  | 2 | 1 | 3  | 12 |
| 2011                      | Švédsko 20'               | MSJ                       | 6  | 1 | 3 | 4  | 4  |
| 2016                      | Švédsko                   | MS                        | 8  | 1 | 3 | 4  | 4  |
| 2019                      | Švédsko                   | MS                        | 8  | 1 | 3 | 4  | 8  |
| Juniorská kariéra celkově | Juniorská kariéra celkově | Juniorská kariéra celkově | 23 | 4 | 9 | 13 | 20 |
| Seniorská kariéra celkově | Seniorská kariéra celkově | Seniorská kariéra celkově | 16 | 2 | 6 | 8  | 12 |